# 2002 na música

## Eventos
| Data            | Evento |
| --------------- | --- |
| 1 de janeiro    | Eric Clapton se casa com sua namorada americana de 25 anos em uma cerimônia surpresa em Ripley, Inglaterra. |
| 18 de janeiro   | Inicia o festival Big Day Out na Austrália e na Nova Zelândia. |
| 23 de janeiro   | Virgin Records compra de volta seu contrato com Mariah Carey, por US$ 28 milhões, para ela não gravar mais nenhuma canção para a gravadora. |
| 3 de fevereiro  | U2 se apresenta no intervalo do Super Bowl XXXVI, fazendo uma homenagem às vítimas do ataque terrorista de 11 de setembro de 2001. |
| 3 de fevereiro  | Termina o festival Big Day Out na Austrália e na Nova Zelândia. |
| 4 de fevereiro  | Gene Simmons, baixista do Kiss, faz investidas sexuais a Terry Gross, durante entrevista na National Public Radio, enquanto ela repetidamente o chama de "detestável". Simmons se recusa a conceder permissão à NPR para publicar a entrevista online, mas transcrições e áudios acabam vazando. |
| 13 de fevereiro | Jennifer Lopez se torna a primeira cantora a ter um álbum de remixes, J to tha L-O!: The Remixes, estreando em primeiro lugar, com mais de 156.000 cópias vendidas. |
| 15 de fevereiro | Estreia Crossroads, primeiro filme de Britney Spears. Embora amplamente criticado, o filme é um sucesso comercial, arrecadando US$ 61,1 milhões em todo, com um orçamento de US$ 12 milhões. |
| 12 de março     | Silverchair cancela participação no festival australiano Gone South, após Daniel Johns contrair artrite reativa. |
| 15 de março     | Aeroporto de Liverpool é rebatizado como Aeroporto John Lennon de Liverpool em uma cerimônia oficial. |
| 17 de abril     | Inicia a turnê Pop Disaster Tour, de Blink-182 e Green Day, em Bakersfield, Califórnia, EUA. |
| 25 de abril     | Lisa "Left Eye" Lopes, do TLC, morre em acidente de carro em Honduras. |
| 27 de abril     | Inicia o Coachella Valley Music and Arts Festival, em Coachella, Califórnia, EUA. |
| 28 de abril     | Termina o Coachella Valley Music and Arts Festival, em Coachella, Califórnia, EUA. |
| 8 de maio       | Mariah Carey assina contrato com o Island Def Jam Music Group. |
| 12 de maio      | Estreia o musical do Queen, We Will Rock You, em Londres, Inglaterra. |
| 21 de maio      | Box Car Racer, projeto paralelo de Tom DeLonge, do Blink-182, lança seu primeiro álbum, Box Car Racer. |
| 25 de maio      | Em Tallinn, Estônia, a cantora letã Marie N vence o Eurovision Song Contest, com a canção "I Wanna". |
| 1 de junho      | Graham Coxon deixa o Blur durante gravações de Think Tank, após tensão com os outros membros, principalmente devido a seus supostos problemas com álcool e desacordo sobre a escolha de Fatboy Slim como produtor. Coxon contribuiu apenas em uma canção, "Battery in Your Leg". Mais tarde, ele foi substituído na turnê por Simon Tong, ex guitarrista do The Verve. |
| 1 de junho      | Ocorre o concerto Prom at the Palace, em Londres, Inglaterra, para comemorar o Jubileu de Ouro da Rainha Elizabeth II. |
| 5 de junho      | R. Kelly é indiciado em 21 acusações por ter relações sexuais com uma menor, após uma fita de vídeo supostamente mostrando-o envolvido em tais atos ser transmitida na internet. |
| 11 de junho     | Paul McCartney se casa com sua segunda esposa, Heather Mills, em uma luxuosa cerimônia no Castelo Leslie, em Glaslough, na Irlanda. |
| 11 de junho     | American Idol estreia na Fox. |
| 12 de junho     | A BMG Music concorda em adquirir o restante do Zomba Music Group em um acordo estimado em US$ 3 bilhões. |
| 18 de junho     | Paulina Rubio lança seu primeiro álbum em inglês nos EUA, intitulado Border Girl, através da Universal Records. |
| 20 de junho     | Com apenas 20 anos de idade, Britney Spears é eleita pela Forbes como a celebridade mais poderosa do mundo. |
| 21 de junho     | Estreia o primeiro Bonnaroo Music Festival, em Manchester, Tennessee, nos EUA. |
| 23 de junho     | termina o primeiro Bonnaroo Music Festival, em Manchester, Tennessee, nos EUA. |
| 27 de junho     | O baixista do The Who, John Entwistle, de 57 anos, é encontrado morto em um quarto de hotel em Las Vegas, Nevada, nos EUA, na véspera da nova turnê da banda. |
| 28 de junho     | Inicia o Festival de Glastonbury, em Somerset, na Inglaterra. |
| 30 de junho     | Termina o Festival de Glastonbury, em Somerset, na Inglaterra. |
| 6 de julho      | Michael Jackson faz um protesto público contra o presidente da Sony Music, Tommy Mottola, acusando-o de participar de uma conspiração racista dentro da indústria da música para explorar artistas negros. A Sony responde com uma declaração chamando os comentários de Jackson de "ridículos, rancorosos e ofensivos". |
| 20 de julho     | Inicia o festival Splendour in the Grass, em Byron Bay, Austrália. |
| 21 de julho     | termina o festival Splendour in the Grass, em Byron Bay, Austrália. |
| 28 de julho     | Inicia o Area2 Festival, fundado por Moby, em Washington, D.C., EUA. |
| 16 de agosto    | Termina o Area2 Festival, fundado por Moby, em George, Washington, nos EUA. |
| 19 de agosto    | Nickelback deixa o palco do festival Ilha do Ermal, em Portugal, durante a segunda canção, após serem atingidos por pedras e garrafas atiradas pela multidão. |
| 27 de agosto    | Queens of the Stone Age lança Songs for the Deaf, com Dave Grohl na bateria, que viria a se tornar seu primeiro álbum a receber certificação de ouro nos Estados Unidos, pela venda de mais de 500.000 cópias. |
| 3 de setembro   | Napster é fechado permanentemente após um juiz negar uma oferta da Bertelsmann para comprar seus ativos. |
| 4 de setembro   | Kelly Clarkson torna-se a primeira vencedora do American Idol. |
| 11 de setembro  | Marie Fredriksson, vocalista do Roxette, se fere em um acidente doméstico, levando à descoberta de um tumor cerebral. |
| 20 de setembro  | Courtney Love anuncia que sua disputa legal com os membros do Nirvana foi resolvida, abrindo caminho para que a faixa inédita "You Know You're Right" seja incluída em uma futura compilação. |
| 28 de setembro  | Um trecho da Rota 19 do estado do Tennessee, EUA, é nomeado Tina Turner em homenagem a cantora que nasceu e foi criada nas proximidades de Nutbush, Tennessee. |
| 2 de outubro    | Robbie Williams assina com a EMI o contrato mais lucrativo já feito por um músico do britânico, sendo seis álbuns por £ 80 milhões. |
| 2 de outubro    | Christina Aguilera lança o polêmico videoclipe de sua canção "Dirrty", primeiro single de seu segundo álbum Stripped (2002). |
| 23 de outubro   | Enquanto dirigia para casa depois de uma sessão de estúdio, Kanye West adormece ao volante e sofre um acidente frontal, fazendo com que sua mandíbula tenha que ser costurada com arame. |
| 24 de outubro   | Mikey "Bug" Cox é demitido da Coal Chamber após disputas com outros membros sobre seu vício em drogas. |
| 30 de outubro   | Jam Master Jay é morto a tiros em um estúdio no Queens, Nova Iorque, EUA, levando ao fim do Run-D.M.C.. |
| 30 de outubro   | Warren Zevon, recentemente diagnosticado com câncer, é o único convidado do Late Show with David Letterman, sendo sua última apresentação pública |
| 30 de outubro   | Stone Temple Pilots faz seu último show, no Cynthia Woods Mitchell Pavilion, em The Woodlands, Texas, EUA. |
| 7 de novembro   | Em Vancouver, Canadá, fãs do Guns N' Roses se revoltaram depois que um show, que daria início à primeira turnê da banda em nove anos, foi cancelado devido ao atraso do voo de Axl Rose. |
| 10 de novembro  | Mick Jagger, Keith Richards, Elvis Costello, Lenny Kravitz, Tom Petty, e Brian Setzer estrelam um episódio de Os Simpsons. |
| 19 de novembro  | Michael Jackson balança seu filho "Blanket", de 9 meses, sobre a varanda de seu quarto de hotel em Berlim, Alemanha, em uma aparente tentativa de se conectar com os fãs. Mais tarde. ele divulgou um comunicado chamando o incidente de "erro terrível". |
| 29 de novembro  | No Royal Albert Hall, em Londres, Inglaterra, ocorre o Concert for George, memorial a George Harrison no primeiro aniversário de sua morte, sob a direção musical de Eric Clapton. |
| 30 de novembro  | O girl group britânico Girls Aloud é formado no reality show Popstars: The Rivals. |
| 2 de dezembro   | Peter Garrett deixa a banda Midnight Oil. |
| 6 de dezembro   | Na Filadélfia, EUA, acontece outro tumulto por um show cancelado do Guns N 'Roses, após Axl Rose não comparecer. A banda cancela as datas restantes da turnê, sem explicação. |
| 22 de dezembro  | Joe Strummer, vocalista, guitarrista e fundador da banda de punk rock The Clash, morre aos 50 anos, de um defeito cardíaco congênito. |
| 29 de dezembro  | Um show do Creed em Chicago, EUA, irrita os fãs presentes quando o vocalista, Scott Stapp ,esquece muitas letras, se ausenta longamente no meio do show, e se deita no palco durante parte da apresentação. O empresário da banda emite um pedido de desculpas que diz: "esperamos que você possa se consolar com o fato de que você definitivamente experimentou o mais original de todos os shows do Creed, e pode ter se tornado parte do mundo incomum da história do rock 'n' roll!" |
| 31 de dezembro  | Phish encerra seu hiato de dois anos com um show de véspera de Ano Novo no Madison Square Garden, em Nova Iorque, EUA. |

## Lançamentos

### Álbuns de estúdio
| Data            | Título                                             | Artista(s)                          |
| --------------- | -------------------------------------------------- | ----------------------------------- |
| 15 de janeiro   | Drive                                              | Alan Jackson                        |
| 15 de janeiro   | The Great Divide                                   | Willie Nelson                       |
| 22 de janeiro   | The Process of Belief                              | Bad Religion                        |
| 28 de janeiro   | Come with Us                                       | The Chemical Brothers               |
| 1 de fevereiro  | O                                                  | Damien Rice                         |
| 12 de fevereiro | Always Got Tonight                                 | Chris Isaak                         |
| 19 de fevereiro | Capricornia                                        | Midnight Oil                        |
| 19 de fevereiro | Don't Worry About Me                               | Joey Ramone                         |
| 20 de fevereiro | Full Moon                                          | Brandy                              |
| 26 de fevereiro | Under Rug Swept                                    | Alanis Morissette                   |
| 26 de fevereiro | Come Away with Me                                  | Norah Jones                         |
| 12 de março     | In Search of...                                    | N.E.R.D                             |
| 18 de março     | Spin                                               | Darren Hayes                        |
| 19 de março     | No Pads, No Helmets...Just Balls                   | Simple Plan                         |
| 19 de março     | The Trials and Tribulations of Russell Jones       | Ol' Dirty Bastard                   |
| 19 de março     | The Best of Both Worlds                            | R. Kelly & Jay-Z                    |
| 25 de março     | A New Day Has Come                                 | Céline Dion                         |
| 31 de março     | Diorama                                            | Silverchair                         |
| 1 de abril      | Cry                                                | Simple Minds                        |
| 1 de abril      | Handcream for a Generation                         | Cornershop                          |
| 1 de abril      | Release                                            | Pet Shop Boys                       |
| 2 de abril      | Ashanti                                            | Ashanti                             |
| 8 de abril      | C'mon, C'mon                                       | Sheryl Crow                         |
| 9 de abril      | Are You Passionate?                                | Neil Young e Booker T. & the M.G.'s |
| 9 de abril      | Gutterflower                                       | Goo Goo Dolls                       |
| 9 de abril      | Hammered                                           | Motörhead                           |
| 9 de abril      | Silver Lining                                      | Bonnie Raitt                        |
| 16 de abril     | Heart to Yours                                     | Michelle Williams                   |
| 23 de abril     | Cee-Lo Green and His Perfect Imperfections         | Cee-Lo Green                        |
| 23 de abril     | No Shoes, No Shirt, No Problems                    | Kenny Chesney                       |
| 23 de abril     | Only a Woman Like You                              | Michael Bolton                      |
| 23 de abril     | Power of the Dragonflame                           | Rhapsody                            |
| 23 de abril     | When I Was Cruel                                   | Elvis Costello                      |
| 30 de abril     | Be Not Nobody                                      | Vanessa Carlton                     |
| 13 de maio      | 18                                                 | Moby                                |
| 14 de maio      | The Big Come Up                                    | The Black Keys                      |
| 14 de maio      | Down the Road                                      | Van Morrison                        |
| 14 de maio      | Maladroit                                          | Weezer                              |
| 14 de maio      | Vapor Trails                                       | Rush                                |
| 20 de maio      | Destination                                        | Ronan Keating                       |
| 21 de maio      | Bad Bad One                                        | Meredith Brooks                     |
| 21 de maio      | Hollyweird                                         | Poison                              |
| 21 de maio      | Little Big Town                                    | Little Big Town                     |
| 21 de maio      | Mended                                             | Marc Anthony                        |
| 21 de maio      | Never a Dull Moment                                | Tommy Lee                           |
| 21 de maio      | Thalía                                             | Thalía                              |
| 24 de maio      | Century Child                                      | Nightwish                           |
| 26 de maio      | The Eminem Show                                    | Eminem                              |
| 4 de junho      | Good Morning Aztlán                                | Los Lobos                           |
| 4 de junho      | Let Go                                             | Avril Lavigne                       |
| 4 de junho      | The Private Press                                  | DJ Shadow                           |
| 10 de junho     | Heathen                                            | David Bowie                         |
| 11 de junho     | Untouchables                                       | Korn                                |
| 18 de junho     | Masquerade                                         | Wyclef Jean                         |
| 18 de junho     | Border Girl                                        | Paulina Rubio                       |
| 18 de junho     | Bunkka                                             | Oakenfold                           |
| 18 de junho     | Lovehatetragedy                                    | Papa Roach                          |
| 18 de junho     | Pop 'til You Drop!                                 | A*Teens                             |
| 18 de junho     | Readymades                                         | Chumbawamba                         |
| 25 de junho     | 3                                                  | Soulfly                             |
| 25 de junho     | Born to Reign                                      | Will Smith                          |
| 25 de junho     | Nellyville                                         | Nelly                               |
| 25 de junho     | Murray Street                                      | Sonic Youth                         |
| 25 de junho     | Songs About Jane                                   | Maroon 5                            |
| 25 de junho     | Strange Beautiful Music                            | Joe Satriani                        |
| 1 de julho      | Heathen Chemistry                                  | Oasis                               |
| 2 de julho      | Charango                                           | Morcheeba                           |
| 7 de julho      | Hard Candy                                         | Counting Crows                      |
| 9 de julho      | By the Way                                         | Red Hot Chili Peppers               |
| 16 de julho     | Busted Stuff                                       | Dave Matthews Band                  |
| 16 de julho     | Dreamland                                          | Robert Plant                        |
| 23 de julho     | 500 Degreez                                        | Lil Wayne                           |
| 23 de julho     | Full Circle                                        | Boyz II Men                         |
| 23 de julho     | I Brought You My Bullets, You Brought Me Your Love | My Chemical Romance                 |
| 23 de julho     | Revolverlution                                     | Public Enemy                        |
| 30 de julho     | The Rising                                         | Bruce Springsteen                   |
| 30 de julho     | X                                                  | Def Leppard                         |
| 30 de julho     | Hijas del Tomate                                   | Las Ketchup                         |
| 6 de agosto     | The Fix                                            | Scarface                            |
| 6 de agosto     | Heaven                                             | DJ Sammy                            |
| 13 de agosto    | October Road                                       | James Taylor                        |
| 26 de agosto    | Angels with Dirty Faces                            | Sugababes                           |
| 26 de agosto    | A Rush of Blood to the Head                        | Coldplay                            |
| 26 de agosto    | Gotta Get Thru This                                | Daniel Bedingfield                  |
| 27 de agosto    | 30 Seconds to Mars                                 | Thirty Seconds to Mars              |
| 27 de agosto    | Eve-Olution                                        | Eve                                 |
| 27 de agosto    | Home                                               | Dixie Chicks                        |
| 27 de agosto    | Songs for the Deaf                                 | Queens of the Stone Age             |
| 3 de setembro   | Another Earthquake!                                | Aaron Carter                        |
| 9 de setembro   | Feels So Good                                      | Atomic Kitten                       |
| 10 de setembro  | Paradise                                           | Kenny G                             |
| 11 de setembro  | All Eyez on Me                                     | Monica                              |
| 17 de setembro  | Quizás                                             | Enrique Iglesias                    |
| 17 de setembro  | Stanley Climbfall                                  | Lifehouse                           |
| 23 de setembro  | Up                                                 | Peter Gabriel                       |
| 24 de setembro  | Sea Change                                         | Beck                                |
| 30 de setembro  | Life on Other Planets                              | Supergrass                          |
| 30 de setembro  | A New Morning                                      | Suede                               |
| 30 de setembro  | Da Capo                                            | Ace of Base                         |
| 1 de outubro    | Cruel Smile                                        | Elvis Costello and the Imposters    |
| 1 de outubro    | Man vs. Machine                                    | Xzibit                              |
| 1 de outubro    | Twisted Angel                                      | LeAnn Rimes                         |
| 1 de outubro    | The Young and the Hopeless                         | Good Charlotte                      |
| 8 de outubro    | BareNaked                                          | Jennifer Love Hewitt                |
| 8 de outubro    | Bounce                                             | Bon Jovi                            |
| 8 de outubro    | Golden Road                                        | Keith Urban                         |
| 8 de outubro    | The Last DJ                                        | Tom Petty and the Heartbreakers     |
| 8 de outubro    | Pictures                                           | John Michael Montgomery             |
| 8 de outubro    | Sean-Nós Nua                                       | Sinéad O'Connor                     |
| 10 de outubro   | 3D                                                 | TLC                                 |
| 15 de outubro   | 10                                                 | LL Cool J                           |
| 15 de outubro   | Cry                                                | Faith Hill                          |
| 15 de outubro   | Let It Rain                                        | Tracy Chapman                       |
| 15 de outubro   | Santa Claus Lane                                   | Hilary Duff                         |
| 15 de outubro   | Waiting for My Rocket to Come                      | Jason Mraz                          |
| 22 de outubro   | Christmas Is Almost Here                           | Carly Simon                         |
| 22 de outubro   | It Had to Be You: The Great American Songbook      | Rod Stewart                         |
| 22 de outubro   | One by One                                         | Foo Fighters                        |
| 22 de outubro   | Shaman                                             | Santana                             |
| 22 de outubro   | Spend the Night                                    | The Donnas                          |
| 22 de outubro   | Wishes: A Holiday Album                            | Kenny G                             |
| 22 de outubro   | Simply Deep                                        | Kelly Rowland                       |
| 22 de outubro   | Stripped                                           | Christina Aguilera                  |
| 29 de outubro   | Kings of Crunk                                     | Lil Jon & the East Side Boyz        |
| 29 de outubro   | Now or Never                                       | Nick Carter                         |
| 29 de outubro   | Scarlet's Walk                                     | Tori Amos                           |
| 29 de outubro   | Divine Discontent                                  | Sixpence None the Richer            |
| 29 de outubro   | Lucky Day                                          | Shaggy                              |
| 29 de outubro   | Melt                                               | Rascal Flatts                       |
| 5 de novembro   | A Wonderful World                                  | Tony Bennett e k.d. lang            |
| 5 de novembro   | Corporate America1                                 | Boston                              |
| 5 de novembro   | American IV: The Man Comes Around                  | Johnny Cash                         |
| 5 de novembro   | Justified                                          | Justin Timberlake                   |
| 5 de novembro   | The Morning After                                  | Deborah Cox                         |
| 5 de novembro   | Red Letter Days                                    | The Wallflowers                     |
| 11 de novembro  | Testify                                            | Phil Collins                        |
| 12 de novembro  | Away from the Sun                                  | 3 Doors Down                        |
| 12 de novembro  | The Blueprint²: The Gift & the Curse               | Jay-Z                               |
| 12 de novembro  | A Christmas Gift of Love                           | Barry Manilow                       |
| 12 de novembro  | Darkhorse                                          | Crazy Town                          |
| 12 de novembro  | Dutty Rock                                         | Sean Paul                           |
| 12 de novembro  | Loose Screw                                        | The Pretenders                      |
| 12 de novembro  | Loyalty                                            | Fat Joe                             |
| 12 de novembro  | Riot Act                                           | Pearl Jam                           |
| 12 de novembro  | Under Construction                                 | Missy Elliott                       |
| 18 de novembro  | Brainwashed                                        | George Harrison                     |
| 18 de novembro  | Escapology                                         | Robbie Williams                     |
| 18 de novembro  | Audioslave                                         | Audioslave                          |
| 19 de novembro  | More Than a Woman                                  | Toni Braxton                        |
| 19 de novembro  | Up!                                                | Shania Twain                        |
| 19 de novembro  | The Last Temptation                                | Ja Rule                             |
| 19 de novembro  | More Than You Think You Are                        | Matchbox Twenty                     |
| 19 de novembro  | Slicker Than Your Average                          | Craig David                         |
| 25 de novembro  | Seeing Double                                      | S Club                              |
| 25 de novembro  | This Is Me... Then                                 | Jennifer Lopez                      |
| 26 de novembro  | Better Dayz                                        | 2Pac                                |
| 26 de novembro  | Birdman                                            | Birdman                             |
| 26 de novembro  | Does This Look Infected?                           | Sum 41                              |
| 26 de novembro  | It Ain't Safe No More...                           | Busta Rhymes                        |
| 26 de novembro  | Paid tha Cost to Be da Bo$$                        | Snoop Dogg                          |
| 26 de novembro  | Shut Up                                            | Kelly Osbourne                      |
| 26 de novembro  | Steal This Album!                                  | System of a Down                    |
| 26 de novembro  | Tim McGraw and the Dancehall Doctors               | Tim McGraw                          |
| 27 de novembro  | Just Whitney...                                    | Whitney Houston                     |
| 3 de dezembro   | Charmbracelet                                      | Mariah Carey                        |
| 10 de dezembro  | 200 km/h in the Wrong Lane                         | t.A.T.u.                            |
| 13 de dezembro  | God's Son                                          | Nas                                 |

### Álbuns de compilação
| Data           | Título                                                        | Artista(s)                    |
| -------------- | ------------------------------------------------------------- | ----------------------------- |
| 15 de janeiro  | Nude on the Moon: The B-52's Anthology                        | The B-52's                    |
| 29 de janeiro  | The Essential Barbra Streisand                                | Barbra Streisand              |
| 1 de fevereiro | J to tha L–O! The Remixes                                     | Jennifer Lopez                |
| 5 de fevereiro | Ultimate Manilow                                              | Barry Manilow                 |
| 12 de março    | This Is the Remix                                             | Destiny's Child               |
| 14 de março    | We Invented the Remix                                         | P. Diddy & The Bad Boy Family |
| 19 de março    | The Trials and Tribulations of Russell Jones                  | Ol' Dirty Bastard             |
| 2 de abril     | Turn It Up! The Very Best of Busta Rhymes                     | Busta Rhymes                  |
| 23 de abril    | When I Was Cruel                                              | Elvis Costello                |
| 30 de abril    | Punk Rock Songs                                               | Bad Religion                  |
| 3 de junho     | AnotherLateNight: Groove Armada                               | Groove Armada                 |
| 4 de junho     | The Best of INXS                                              | INXS                          |
| 18 de junho    | The Essentials                                                | Bananarama                    |
| 1 de julho     | Hullabaloo Soundtrack                                         | Muse                          |
| 2 de julho     | Classics Selected by Brian Wilson                             | The Beach Boys                |
| 2 de julho     | O, Yeah! Ultimate Aerosmith Hits                              | Aerosmith                     |
| 2 de julho     | Shenanigans                                                   | Green Day                     |
| 2 de julho     | The Ultimate Kansas                                           | Kansas                        |
| 2 de julho     | The Very Best of Chicago: Only the Beginning                  | Chicago                       |
| 2 de julho     | This Is the Remix                                             | Jessica Simpson               |
| 30 de julho    | Reanimation                                                   | Linkin Park                   |
| 20 de agosto   | Past Lives                                                    | Black Sabbath                 |
| 10 de setembro | Greatest Hits                                                 | Run-D.M.C.                    |
| 10 de setembro | Still, Alive... and Well?                                     | Megadeth                      |
| 16 de setembro | Stars: The Best of 1992–2002                                  | The Cranberries               |
| 23 de setembro | The Lost Tapes                                                | Nas                           |
| 30 de setembro | Forty Licks                                                   | The Rolling Stones            |
| 1 de outubro   | Before the Backstreet Boys 1989–1993                          | Nick Carter                   |
| 8 de outubro   | Mis Boleros Favoritos                                         | Luis Miguel                   |
| 22 de outubro  | Best of Bowie                                                 | David Bowie                   |
| 22 de outubro  | Symptom of the Universe: The Original Black Sabbath 1970–1978 | Black Sabbath                 |
| 29 de outubro  | Nirvana                                                       | Nirvana                       |
| 2 de novembro  | Grandes Éxitos                                                | Shakira                       |
| 4 de novembro  | The Ballad Hits                                               | Roxette                       |
| 4 de novembro  | Edward the Great                                              | Iron Maiden                   |
| 5 de novembro  | Anthology                                                     | Carly Simon                   |
| 5 de novembro  | The Best of 1990–2000                                         | U2                            |
| 8 de novembro  | Greatest Hits                                                 | Björk                         |
| 11 de novembro | Unbreakable: The Greatest Hits Volume 1                       | Westlife                      |
| 11 de novembro | Greatest Hits 1970–2002                                       | Elton John                    |
| 18 de novembro | Greatest Hits                                                 | Lighthouse Family             |
| 18 de novembro | Organik Remixes                                               | Robert Miles                  |
| 25 de novembro | The Last Dance                                                | Steps                         |
| 26 de novembro | Duets                                                         | Barbra Streisand              |
| 26 de novembro | Greatest Hits                                                 | Will Smith                    |
| 10 de dezembro | I Care 4 U                                                    | Aaliyah                       |
| 17 de dezembro | Don't Stop Movin                                              | S Club                        |

### Álbuns ao vivo
| Data           | Título                                                                    | Artista(s)                       |
| -------------- | ------------------------------------------------------------------------- | -------------------------------- |
| 22 de janeiro  | And All That Could Have Been                                              | Nine Inch Nails                  |
| 5 de fevereiro | Lovers Live                                                               | Sade                             |
| 12 de março    | VH1 Presents: The Corrs, Live in Dublin                                   | The Corrs                        |
| 19 de março    | Rude Awakening                                                            | Megadeth                         |
| 25 de março    | Rock in Rio                                                               | Iron Maiden                      |
| 7 de maio      | MTV Unplugged No. 2.0                                                     | Lauryn Hill                      |
| 7 de junho     | Live in Liverpool                                                         | Echo & the Bunnymen              |
| 25 de junho    | Live at Budokan                                                           | Ozzy Osbourne                    |
| 1 de julho     | Hullabaloo Soundtrack                                                     | Muse                             |
| 16 de julho    | Live from New York City, 1967                                             | Simon & Garfunkel                |
| 6 de agosto    | King Biscuit Flower Hour Presents Ringo & His New All-Starr Band          | Ringo Starr & His All-Starr Band |
| 16 de agosto   | FZ:OZ                                                                     | Frank Zappa                      |
| 20 de agosto   | Past Lives                                                                | Black Sabbath                    |
| 27 de agosto   | Johnny Cash at Madison Square Garden                                      | Johnny Cash                      |
| 24 de setembro | Under a Pale Grey Sky                                                     | Sepultura                        |
| 1 de outubro   | Live in Paris                                                             | Diana Krall                      |
| 8 de outubro   | Device – Voice – Drum                                                     | Kansas                           |
| 29 de outubro  | Liza's Back                                                               | Liza Minnelli                    |
| 5 de novembro  | Live at Folsom Field, Boulder, Colorado                                   | Dave Matthews Band               |
| 5 de novembro  | One More Car, One More Rider                                              | Eric Clapton                     |
| 11 de novembro | Back in the U.S.                                                          | Paul McCartney                   |
| 26 de novembro | The Bootleg Series Vol. 5: Bob Dylan Live 1975, The Rolling Thunder Revue | Bob Dylan                        |
| 26 de novembro | Encore                                                                    | Lionel Richie                    |
| 26 de novembro | Good Timin': Live at Knebworth England 1980                               | The Beach Boys                   |
| 10 de dezembro | Feast on Scraps                                                           | Alanis Morissette                |

### Trilhas sonoras
| Data            | Título                                                                | Artista(s)      |
| --------------- | --------------------------------------------------------------------- | --------------- |
| 8 de janeiro    | I Am Sam: Music from and Inspired by the Motion Picture               | Vários artistas |
| 15 de fevereiro | Crossroads: Music from the Major Motion Picture                       | Britney Spears  |
| 26 de fevereiro | Moulin Rouge! Music from Baz Luhrmann's Film, Vol. 2                  | Vários artistas |
| 12 de março     | Resident Evil: Music from and Inspired by the Original Motion Picture | Vários artistas |
| 8 de abril      | About a Boy: Original Soundtrack from the Motion Picture              | Badly Drawn Boy |
| 15 de abril     | Long Walk Home: Music from the Rabbit-Proof Fence                     | Peter Gabriel   |
| 30 de abril     | Music from and Inspired by Spider-Man                                 | Vários artistas |
| 29 de outubro   | 8 Mile: Music from and Inspired by the Motion Picture                 | Vários artistas |
| 19 de novembro  | Chicago: Music from the Miramax Motion Picture                        | Vários artistas |

### Álbuns de vídeo
| Data            | Título                                | Artista(s)         |
| --------------- | ------------------------------------- | ------------------ |
| 15 de janeiro   | Tuscan Skies                          | Andrea Bocelli     |
| 22 de janeiro   | And All That Could Have Been          | Nine Inch Nails    |
| 5 de fevereiro  | Lovers Live                           | Sade               |
| 9 de fevereiro  | Bjork on MTV: Unplugged & Live        | Björk              |
| 11 de fevereiro | Midnight Moon                         | Train              |
| 26 de fevereiro | Earth, Wind & Fire: Live by Request   | Earth, Wind & Fire |
| 26 de março     | Oh Aaron: Live in Concert             | Aaron Carter       |
| 9 de abril      | Rude Awakening                        | Megadeth           |
| 7 de maio       | MTV Unplugged No. 2.0                 | Lauryn Hill        |
| 27 de maio      | One Night in Paris                    | Depeche Mode       |
| 10 de junho     | Rock in Rio                           | Iron Maiden        |
| 17 de junho     | Janet: Live in Hawaii                 | Janet Jackson      |
| 18 de junho     | All Access Europe                     | Eminem             |
| 1 de julho      | Hullabaloo: Live at Le Zenith, Paris  | Muse               |
| 23 de julho     | Live in London                        | Judas Priest       |
| 27 de agosto    | Live in the Navajo Nation             | Alanis Morissette  |
| 31 de agosto    | Xuxa só para Baixinhos 3              | Xuxa               |
| 30 de setembro  | O Sonho de Ser Uma Popstar            | Rouge              |
| 30 de setembro  | Right Here, Right Now                 | Atomic Kitten      |
| 29 de outubro   | Guns, God and Government              | Marilyn Manson     |
| 29 de outubro   | Live at Home                          | Nickelback         |
| 11 de novembro  | Live in Verona                        | Jamiroquai         |
| 12 de novembro  | Live 2002                             | Lara Fabian        |
| 18 de novembro  | KylieFever2002: Live in Manchester    | Kylie Minogue      |
| 18 de novembro  | Live at Royal Opera House             | Björk              |
| 18 de novembro  | Phase One: Celebrity Take Down        | Gorillaz           |
| 19 de novembro  | Live                                  | Korn               |
| 25 de novembro  | Prelude: The Best of Charlotte Church | Charlotte Church   |
| 2 de dezembro   | The Video Collection                  | Anastacia          |
| 9 de dezembro   | New Order 5 11                        | New Order          |
| 10 de dezembro  | Feast on Scraps                       | Alanis Morissette  |

### Box sets
| Data           | Título                 | Artista(s)  |
| -------------- | ---------------------- | ----------- |
| 30 de julho    | In a Word: Yes (1969–) | Yes         |
| 4 de novembro  | Family Tree            | Björk       |
| 16 de novembro | Eddie's Archive        | Iron Maiden |

### Singles
| Data            | Título                                       | Artista(s)                                                     |
| --------------- | -------------------------------------------- | -------------------------------------------------------------- |
| 1 de janeiro    | "What About Us?"                             | Brandy                                                         |
| 7 de janeiro    | "Ain't It Funny (Murder Remix)"              | Jennifer Lopez com part. de Ja Rule e Caddillac Tah            |
| 7 de janeiro    | "I'm Not a Girl, Not Yet a Woman"            | Britney Spears                                                 |
| 7 de janeiro    | "Cherry Lips"                                | Garbage                                                        |
| 8 de janeiro    | "Hands Clean"                                | Alanis Morissette                                              |
| 14 de janeiro   | "Star Guitar"                                | The Chemical Brothers                                          |
| 18 de janeiro   | "U Don't Have to Call"                       | Usher                                                          |
| 21 de janeiro   | "In Your Eyes"                               | Kylie Minogue                                                  |
| 28 de janeiro   | "Escape"                                     | Enrique Iglesias                                               |
| 28 de janeiro   | "Dance for Me"                               | Mary J. Blige                                                  |
| 28 de janeiro   | "The Greatest View"                          | Silverchair                                                    |
| 28 de janeiro   | "Don't Know Why"                             | Norah Jones                                                    |
| 4 de fevereiro  | "What's Luv?"'                               | Fat Joe com part. de Ashanti                                   |
| 11 de fevereiro | "Soak Up the Sun"                            | Sheryl Crow                                                    |
| 11 de fevereiro | "Foolish"                                    | Ashanti                                                        |
| 12 de fevereiro | "Pass the Courvoisier, Part II"'             | Busta Rhymes com part. de P. Diddy e Pharrell                  |
| 18 de fevereiro | "World of Our Own"                           | Westlife                                                       |
| 18 de fevereiro | "Don't Let Me Get Me"                        | P!nk                                                           |
| 18 de fevereiro | "A Thousand Miles"                           | Vanessa Carlton                                                |
| 19 de fevereiro | "Stay Together for the Kids"                 | Blink-182                                                      |
| 21 de fevereiro | "Tanta Saudade"                              | Wanessa Camargo                                                |
| 23 de fevereiro | "Bullets"                                    | Creed                                                          |
| 25 de fevereiro | "Fell in Love with a Girl"                   | The White Stripes                                              |
| 25 de fevereiro | "I Need a Girl (Part One)"                   | P. Diddy com part. de Usher e Loon                             |
| 28 de fevereiro | "Love Don't Let Me Go"                       | David Guetta com part. de Chris Willis                         |
| 1 de março      | "Hero                                        | Chad Kroeger com part. de Josey Scott                          |
| 4 de março      | "Nasty Girl"                                 | Destiny's Child                                                |
| 5 de março      | "I'm All About You"                          | Aaron Carter                                                   |
| 11 de março     | "Complicated"                                | Avril Lavigne                                                  |
| 11 de março     | "Hella Good"                                 | No Doubt                                                       |
| 11 de março     | "A New Day Has Come"                         | Céline Dion                                                    |
| 11 de março     | "Underneath Your Clothes"                    | Shakira                                                        |
| 11 de março     | "Me Julie"                                   | Ali G e Shaggy                                                 |
| 11 de março     | "U-Turn"                                     | Usher                                                          |
| 11 de março     | "Rainy Dayz"                                 | Mary J. Blige com part. de Ja Rule                             |
| 12 de março     | "Girlfriend"                                 | 'N Sync com part. de Nelly                                     |
| 12 de março     | "How Come You Don't Call Me"                 | Alicia Keys                                                    |
| 18 de março     | "The One"                                    | Foo Fighters                                                   |
| 20 de março     | "Precious Illusions                          | Alanis Morissette                                              |
| 20 de março     | "Pts.OF.Athrty                               | Linkin Park                                                    |
| 25 de março     | "Flowers in the Window"                      | Travis                                                         |
| 1 de abril      | "I'm Gonna Be Alright (Track Masters Remix)" | Jennifer Lopez com part. de Nas                                |
| 1 de abril      | "We Are All Made of Stars"                   | Moby                                                           |
| 15 de abril     | "One Last Breath"                            | Creed                                                          |
| 15 de abril     | "The Hindu Times"                            | Oasis                                                          |
| 15 de abril     | "Adrienne"                                   | The Calling                                                    |
| 22 de abril     | "Freak Like Me"                              | Sugababes                                                      |
| 23 de abril     | "My Neck, My Back (Lick It)"                 | Khia                                                           |
| 29 de abril     | "Alive"                                      | Jennifer Lopez                                                 |
| 29 de abril     | "If Tomorrow Never Comes"                    | Ronan Keating                                                  |
| 7 de maio       | "Hot in Herre"                               | Nelly                                                          |
| 13 de maio      | "Without You"                                | Silverchair                                                    |
| 13 de maio      | "Black Suits Comin' (Nod Ya Head)"           | Will Smith                                                     |
| 13 de maio      | "Without You"                                | Silverchair                                                    |
| 15 de maio      | "Work It Out"                                | Beyoncé                                                        |
| 15 de maio      | "Without Me"                                 | Eminem                                                         |
| 20 de maio      | "Bop Bop Baby"                               | Westlife                                                       |
| 20 de maio      | "Don't Turn Off the Lights"                  | Enrique Iglesias                                               |
| 20 de maio      | "Southern Sun" / "Ready Steady Go"           | "Oakenfold                                                     |
| 20 de maio      | "Precious Illusions"                         | Alanis Morissette                                              |
| 20 de maio      | "It's OK!"                                   | Atomic Kitten                                                  |
| 24 de maio      | "Objection (Tango)"                          | Shakira                                                        |
| 27 de maio      | "I Love Rock 'n Roll"                        | Britney Spears                                                 |
| 3 de junho      | "Love at First Sight"                        | Kylie Minogue                                                  |
| 3 de junho      | "Love to See You Cry"                        | Enrique Iglesias                                               |
| 3 de junho      | "Slow Burn"                                  | David Bowie                                                    |
| 3 de junho      | "Your Body Is a Wonderland"                  | John Mayer                                                     |
| 4 de junho      | "She Loves Me Not"                           | Papa Roach                                                     |
| 6 de junho      | "I Feel So"                                  | Box Car Racer                                                  |
| 10 de junho     | "Just Like a Pill"                           | P!nk                                                           |
| 10 de junho     | "Get Over You" / "Move This Mountain"        | Sophie Ellis-Bextor                                            |
| 10 de junho     | "The Ketchup Song (Aserejé)"                 | Las Ketchup                                                    |
| 10 de junho     | "A Little Less Conversation (JXL Remix)"     | Elvis Presley vs. JXL                                          |
| 10 de junho     | "Down 4 U"                                   | Irv Gotti apresenta Ja Rule, Ashanti, Charli Baltimore, e Vita |
| 12 de junho     | "Satisfaction"                               | Benny Benassi                                                  |
| 17 de junho     | "Stop Crying Your Heart Out"                 | Oasis                                                          |
| 17 de junho     | "Happy"                                      | Ashanti                                                        |
| 24 de junho     | "Boys"                                       | Britney Spears                                                 |
| 24 de junho     | "By the Way"                                 | Red Hot Chili Peppers                                          |
| 25 de junho     | "Anticipating"                               | Britney Spears                                                 |
| 25 de junho     | "Dilemma"                                    | Nelly com part. de Kelly Rowland                               |
| 1 de julho      | "Hide"                                       | Creed                                                          |
| 1 de julho      | "Gangsta Lovin'"                             | Eve com part. de Alicia Keys                                   |
| 1 de julho      | "Steve McQueen"                              | Sheryl Crow                                                    |
| 8 de julho      | "Never Again"                                | Nickelback                                                     |
| 12 de julho     | "People Come People Go"                      | David Guetta com part. de Chris Willis                         |
| 16 de julho     | "The Rising"                                 | Bruce Springsteen                                              |
| 22 de julho     | "Mentiroso"                                  | Enrique Iglesias                                               |
| 22 de julho     | "Underneath It All"                          | No Doubt com part. de Lady Saw                                 |
| 29 de julho     | "She Hates Me"                               | Puddle of Mudd                                                 |
| 5 de agosto     | "In My Place"                                | Coldplay                                                       |
| 5 de agosto     | "Feelin' the Same Way"                       | Norah Jones                                                    |
| 9 de agosto     | "I'm Alive"                                  | Céline Dion                                                    |
| 12 de agosto    | "Round Round"                                | Sugababes                                                      |
| 13 de agosto    | "Lifestyles of the Rich and Famous"          | Good Charlotte                                                 |
| 17 de agosto    | "The Zephyr Song"                            | Red Hot Chili Peppers                                          |
| 19 de agosto    | "Everyday"                                   | Bon Jovi                                                       |
| 19 de agosto    | "There Is"                                   | Box Car Racer                                                  |
| 19 de agosto    | "Could It Be Any Harder"                     | The Calling                                                    |
| 22 de agosto    | "Gostar de Mim"                              | Wanessa Camargo                                                |
| 26 de agosto    | "The Tide Is High"                           | Atomic Kitten                                                  |
| 2 de setembro   | "Luv Your Life"                              | Silverchair                                                    |
| 3 de setembro   | "Dirrty"                                     | Christina Aguilera com part. de Redman                         |
| 3 de setembro   | "Help Me"                                    | Nick Carter                                                    |
| 3 de setembro   | "Hey Sexy Lady"                              | Shaggy com part. de Brian and Tony Gold                        |
| 6 de setembro   | "Girl Talk"                                  | TLC                                                            |
| 9 de setembro   | "All the Things She Said"                    | t.A.T.u.                                                       |
| 9 de setembro   | "Sk8er Boi"                                  | Avril Lavigne                                                  |
| 9 de setembro   | "Baby"                                       | Ashanti                                                        |
| 16 de setembro  | "Family Portrait"                            | P!nk                                                           |
| 16 de setembro  | "Like I Love You"                            | Justin Timberlake                                              |
| 16 de setembro  | "Work It"                                    | Missy Elliott                                                  |
| 17 de setembro  | "Cleanin' Out My Closet"                     | Eminem                                                         |
| 17 de setembro  | "A Moment Like This"                         | Kelly Clarkson                                                 |
| 19 de setembro  | "Little by Little" / "She Is Love"           | Oasis                                                          |
| 20 de setembro  | "Keep Fishin'"                               | Weezer                                                         |
| 23 de setembro  | "The Game of Love"                           | Santana com part. de Michelle Branch                           |
| 26 de setembro  | "Jenny from the Block"                       | Jennifer Lopez com part. de Jadakiss e Styles P                |
| 30 de setembro  | "Through the Rain"                           | Mariah Carey                                                   |
| 30 de setembro  | "Come Away with Me"                          | Norah Jones                                                    |
| 7 de outubro    | "Quizás"                                     | Enrique Iglesias                                               |
| 7 de outubro    | "I'm Gonna Getcha Good!"                     | Shania Twain                                                   |
| 8 de outubro    | "You Know You're Right"                      | Nirvana                                                        |
| 10 de outubro   | "'03 Bonnie & Clyde"                         | Jay-Z com part. de Beyoncé                                     |
| 22 de outubro   | "Die Another Day"                            | Madonna                                                        |
| 22 de outubro   | "Don't Stop Dancing"                         | Creed                                                          |
| 23 de outubro   | "Bump, Bump, Bump"                           | B2K com part. de P. Diddy                                      |
| 28 de outubro   | "Lose Yourself"                              | Eminem                                                         |
| 28 de outubro   | "Miss You"                                   | Aaliyah                                                        |
| 4 de novembro   | "Unbreakable"                                | Westlife                                                       |
| 4 de novembro   | "Come into My World"                         | Kylie Minogue                                                  |
| 4 de novembro   | "Music Gets the Best of Me"                  | Sophie Ellis-Bextor                                            |
| 5 de novembro   | "Um Dia... Meu Primeiro Amor"                | Wanessa Camargo                                                |
| 6 de novembro   | "Weathered"                                  | Creed                                                          |
| 11 de novembro  | "The Scientist"                              | Coldplay                                                       |
| 11 de novembro  | "Do I Have to Cry for You"                   | Nick Carter                                                    |
| 11 de novembro  | "Que Me Quedes Tú"                           | Shakira                                                        |
| 11 de novembro  | "Stronger" / "Angels with Dirty Faces"       |                                                                |
| 16 de novembro  | "Beautiful"                                  | Christina Aguilera                                             |
| 18 de novembro  | "I'm with You"                               | Avril Lavigne                                                  |
| 18 de novembro  | "Maybe"                                      | Enrique Iglesias                                               |
| 18 de novembro  | "Goodbye's (The Saddest Word)"               | Céline Dion                                                    |
| 25 de novembro  | "Cry Me a River"                             | Justin Timberlake                                              |
| 25 de novembro  | "Girlfriend"                                 | Alicia Keys                                                    |
| 25 de novembro  | "The Last Goodbye" / "Be with You"           | Atomic Kitten                                                  |
| 26 de novembro  | "No One Knows"                               | Queens of the Stone Age                                        |
| 26 de novembro  | "Boy (I Need You)"                           | Mariah Carey com part. de Cam'ron                              |
| 2 de dezembro   | "Misunderstood"                              | Bon Jovi                                                       |
| 2 de dezembro   | "Feel"                                       | Robbie Williams                                                |
| 14 de dezembro  | "All I Have"                                 | Jennifer Lopez com part. de LL Cool J                          |
| 15 de dezembro  | "Mesmerize"                                  | Ja Rule com part. de Ashanti                                   |
| 16 de dezembro  | "Sound of the Underground"                   | Girls Aloud                                                    |

## Paradas musicais

### Álbuns mais bem sucedidos
| #   | Título                                  | Artista(s)                |
| --- | --------------------------------------- | ------------------------- |
| 01  | The Eminem Show                         | Eminem                    |
| 02  | Come Away with Me                       | Norah Jones               |
| 03  | A Rush of Blood to the Head             | Coldplay                  |
| 04  | Up!                                     | Shania Twain              |
| 05  | ELV1S: 30 No. 1 Hits                    | Elvis Presley             |
| 06  | 8 Mile                                  | Eminem                    |
| 07  | By the Way                              | Red Hot Chili Peppers     |
| 08  | Let Go                                  | Avril Lavigne             |
| 09  | A New Day Has Come                      | Céline Dion               |
| 10  | The Rising                              | Bruce Springsteen         |
| 11  | Laundry Service                         | Shakira                   |
| 12  | Under Rug Swept                         | Alanis Morissette         |
| 13  | Silver Side Up                          | Nickelback                |
| 14  | Nellyville                              | Nelly                     |
| 15  | 18                                      | Moby                      |
| 16  | The Best of 1990-2000                   | U2                        |
| 17  | Forty Licks                             | The Rolling Stones        |
| 18  | Escapology                              | Robbie Williams           |
| 19  | Shaman                                  | Santana                   |
| 20  | Justified                               | Justin Timberlake         |
| 21  | M!ssundaztood                           | P!nk                      |
| 22  | Stripped                                | Christina Aguilera        |
| 23  | Best of Bowie                           | David Bowie               |
| 24  | Greatest Hits 1970–2002                 | Elton John                |
| 25  | This Is Me… Then                        | Jennifer Lopez            |
| 26  | Songs for the Deaf                      | Queens of the Stone Age   |
| 27  | Ashanti                                 | Ashanti                   |
| 28  | One by One                              | Foo Fighters              |
| 29  | Bounce                                  | Bon Jovi                  |
| 30  | J to tha L–O! The Remixes               | Jennifer Lopez            |
| 31  | Untouchables                            | KoЯn                      |
| 32  | Sea Change                              | Beck                      |
| 33  | Cry                                     | Faith Hill                |
| 34  | Drive                                   | Alan Jackson              |
| 36  | Yankee Hotel Foxtrot                    | Wilco                     |
| 37  | Believe                                 | Disturbed                 |
| 38  | Audioslave                              | Audioslave                |
| 39  | Destination                             | Ronan Keating             |
| 40  | Rock Steady                             | No Doubt                  |
| 41  | Under Construction                      | Missy Elliott             |
| 42  | Heathen Chemistry                       | Oasis                     |
| 43  | The Blueprint²: The Gift & the Curse    | Jay-Z                     |
| 44  | C'mon C'mon                             | Sheryl Crow               |
| 45  | The Very Best of Fleetwood Mac          | Fleetwood Mac             |
| 46  | Come with Us                            | The Chemical Brothers     |
| 47  | Nirvana's Greatest Hits                 | Nirvana                   |
| 48  | REAИIMATIOИ                             | Linkin Park               |
| 49  | Sentimento                              | Andrea Bocelli            |
| 50  | Lovehatetragedy                         | Papa Roach                |
| 52  | Come Clean                              | Puddle of Mudd            |
| 53  | Busted Stuff                            | Dave Matthews Band        |
| 54  | American IV: The Man Comes Around       | Johnny Cash               |
| 55  | Full Moon                               | Brandy                    |
| 56  | Heathen                                 | David Bowie               |
| 57  | Yoshimi Battles the Pink Robots         | Flaming Lips              |
| 58  | Cocky                                   | Kid Rock                  |
| 59  | Unleashed                               | Toby Keith                |
| 60  | A New Day at Midnight                   | David Gray                |
| 61  | Up                                      | Peter Gabriel             |
| 62  | Slicker Than Your Average               | Craig David               |
| 64  | MTV Unplugged No. 2.0                   | Lauryn Hill               |
| 65  | Testify                                 | Phil Collins              |
| 66  | Room for Squares                        | John Mayer                |
| 67  | Room for Squares                        | Barbra Streisand          |
| 68  | Be Not Nobody                           | Vanessa Carlton           |
| 69  | Brushfire Fairytales                    | Jack Johnson              |
| 70  | Highly Evolved                          | The Vines                 |
| 71  | Camino Palmero                          | The Calling               |
| 72  | The Ragpicker's Dream                   | Mark Knopfler             |
| 73  | The Last Temptation                     | Ja Rule                   |
| 74  | No Shoes, No Shirt, No Problems         | Kenny Chesney             |
| 75  | The Last Broadcast                      | Doves                     |
| 76  | Maladroit                               | Weezer                    |
| 77  | Charmbracelet                           | Mariah Carey              |
| 78  | Word of Mouf                            | Ludacris                  |
| 79  | Mended                                  | Marc Anthony              |
| 80  | Josh Groban                             | Josh Groban               |
| 81  | The Lord of the Rings: The Two Towers   | Howard Shore              |
| 82  | This Way                                | Jewel                     |
| 83  | Twisted Angel                           | LeAnn Rimes               |
| 84  | Unbreakable: The Greatest Hits Volume 1 | Westlife                  |
| 85  | Paid tha Cost to Be da Bo$$             | Snoop Dogg                |
| 86  | Hard Candy                              | Counting Crows            |
| 87  | Turn on the Bright Lights               | Interpol                  |
| 88  | Mensch                                  | Herbert Grönemeyer        |
| 89  | Juslisen                                | Musiq Soulchild           |
| 90  | Hood Rich                               | Big Tymers                |
| 91  | Live In Paris                           | Diana Krall               |
| 92  | Feels So Good                           | Atomic Kitten             |
| 93  | Alice                                   | Tom Waits                 |
| 94  | Spirit: Stallion of the Cimarron        | Bryan Adams e Hans Zimmer |
| 95  | The Definitive Collection               | ABBA                      |
| 96  | Now That's What I Call Music! 9         | Vários artistas           |
| 97  | Read My Lips                            | Sophie Ellis-Bextor       |
| 98  | Man vs. Machine                         | Xzibit                    |
| 99  | Gotta Get Thru This                     | Daniel Bedingfield        |
| 100 | Brainwashed                             | George Harrison           |

### Singlesmais bem sucedidos
| #   | Título                                   | Artista(s)                               |
| --- | ---------------------------------------- | ---------------------------------------- |
| 01  | "Lose Yourself"                          | Eminem                                   |
| 02  | "Without Me"                             | Eminem                                   |
| 03  | "Whenever, Wherever"                     | Shakira                                  |
| 04  | "Dilemma"                                | Nelly com part. de Kelly Rowland         |
| 05  | "How You Remind Me"                      | Nickelback                               |
| 06  | "The Ketchup Song (Aserejé)"             | Las Ketchup                              |
| 07  | "Complicated"                            | Avril Lavigne                            |
| 08  | "Get the Party Started"                  | P!nk                                     |
| 09  | "A Little Less Conversation (JXL Remix)" | Elvis Presley vs. JXL                    |
| 10  | "A Thousand Miles"                       | Vanessa Carlton                          |
| 11  | "Underneath Your Clothes"                | Shakira                                  |
| 12  | "Jenny from the Block"                   | Jennifer Lopez                           |
| 13  | "Hot in Herre"                           | Nelly                                    |
| 14  | "Die Another Day"                        | Madonna                                  |
| 15  | "Hands Clean"                            | Alanis Morissette                        |
| 16  | "Sk8er Boi"                              | Avril Lavigne                            |
| 17  | "Work It"                                | Missy Elliott                            |
| 18  | "Wherever You Will Go"                   | The Calling                              |
| 19  | "By the Way"                             | Red Hot Chili Peppers                    |
| 20  | "Hero"                                   | Chad Kroeger                             |
| 21  | "Feel"                                   | Robbie Williams                          |
| 22  | "U Got It Bad"                           | Usher                                    |
| 23  | "Don't Let Me Get Me"                    | P!nk                                     |
| 24  | "The Game of Love"                       | P!nk                                     |
| 25  | "The Tide Is High (Get the Feeling)"     | Atomic Kitten                            |
| 26  | "Girlfriend"                             | 'N Sync                                  |
| 27  | "Foolish"                                | Ashanti                                  |
| 28  | "Hey Baby"                               | No Doubt                                 |
| 29  | "Like I Love You"                        | Justin Timberlake                        |
| 30  | "Dirrty"                                 | Christina Aguilera com part. de Redman   |
| 31  | "Heaven"                                 | DJ Sammy e Yanou com part. de Do         |
| 32  | "A New Day Has Come"                     | Céline Dion                              |
| 33  | "Superman (It's Not Easy)"               | Five for Fighting                        |
| 34  | "I Need a Girl (Part One)"               | P. Diddy com part. de Usher e Loon       |
| 35  | "What's Luv?"                            | Fat Joe com part. de Ashanti             |
| 36  | "May It Be"                              | Enya                                     |
| 37  | "Just Like a Pill"                       | P!nk                                     |
| 38  | "A Moment Like This"                     | Kelly Clarkson                           |
| 39  | "Don't Know Why"                         | Norah Jones                              |
| 40  | "The Hindu Times"                        | Oasis                                    |
| 41  | "Electrical Storm"                       | U2                                       |
| 42  | "The Logical Song"                       | Scooter                                  |
| 43  | "Soak Up the Sun"                        | Sheryl Crow                              |
| 44  | "I'm Gonna Getcha Good!"                 | Shania Twain                             |
| 45  | "Murder on the Dancefloor"               | Sophie Ellis-Bextor                      |
| 46  | "Cleanin' Out My Closet"                 | Eminem                                   |
| 47  | "Love at First Sight"                    | Kylie Minogue                            |
| 48  | "If Tomorrow Never Comes"                | Ronan Keating                            |
| 49  | "Gangsta Lovin'"                         | Eve com part. de Alicia Keys             |
| 50  | "Objection (Tango)"                      | Shakira                                  |
| 51  | "Gotta Get Thru This"                    | Daniel Bedingfield                       |
| 53  | "What About Us?"                         | Brandy                                   |
| 54  | "Like a Prayer"                          | Mad'house                                |
| 55  | "In My Place"                            | Coldplay                                 |
| 56  | "Always on Time"                         | Ja Rule com part. de Ashanti             |
| 57  | "Youth of the Nation"                    | P.O.D.                                   |
| 58  | "A Woman's Worth"                        | Alicia Keys                              |
| 59  | "The Scientist"                          | Coldplay                                 |
| 60  | "Stop Crying Your Heart Out"             | Oasis                                    |
| 61  | "My Sacrifice"                           | Creed                                    |
| 62  | "Kiss Kiss"                              | Holly Valance                            |
| 63  | "Everyday"                               | Bon Jovi                                 |
| 64  | "Through the Rain"                       | Mariah Carey                             |
| 65  | "Tainted Love"                           | Marilyn Manson                           |
| 66  | "In Your Eyes"                           | Kylie Minogue                            |
| 67  | "Can't Stop Loving You"                  | Phil Collins                             |
| 68  | "The World's Greatest"                   | R. Kelly                                 |
| 69  | "Underneath It All"                      | No Doubt                                 |
| 70  | "Blurry"                                 | Puddle of Mudd                           |
| 71  | "Addictive"                              | Truth Hurts                              |
| 72  | "Unbreakable"                            | Westlife                                 |
| 73  | "I'm Gonna Be Alright"                   | Jennifer Lopez com part. de Nas          |
| 74  | "Perdono"                                | Tiziano Ferro                            |
| 75  | "Gimme the Light"                        | Sean Paul                                |
| 76  | "Just a Little"                          | Liberty X                                |
| 77  | "The Middle"                             | Jimmy Eat World                          |
| 78  | "Overprotected"                          | Britney Spears                           |
| 79  | "No More Drama"                          | Mary J. Blige                            |
| 80  | "The Zephyr Song"                        | Red Hot Chili Peppers                    |
| 81  | "All You Wanted"                         | Michelle Branch                          |
| 82  | "Round Round"                            | Sugababes                                |
| 83  | "Dreamer"                                | Ozzy Osbourne                            |
| 84  | "Two Wrongs"                             | Wyclef Jean com part. de Claudette Ortiz |
| 85  | "No Such Thing"                          | John Mayer                               |
| 86  | "Alive"                                  | P.O.D.                                   |
| 87  | "The Rising"                             | Bruce Springsteen                        |
| 88  | "Happy"                                  | Ashanti com part. de Ja Rule             |
| 89  | "Mensch"                                 | Herbert Grönemeyer                       |
| 90  | "More Than a Woman"                      | Aaliyah                                  |
| 91  | "Rock the Boat"                          | Aaliyah                                  |
| 92  | "She Hates Me"                           | Puddle of Mudd                           |
| 93  | "Nessaja"                                | Scooter                                  |
| 94  | "Star Guitar"                            | The Chemical Brothers                    |
| 95  | "U Don't Have to Call"                   | Usher                                    |
| 96  | "All My Life"                            | Foo Fighters                             |
| 97  | "Freak Like Me"                          | Sugababes                                |
| 98  | "Black Suits Comin' (Nod Ya Head)"       | Will Smith                               |
| 99  | "Girl Talk"                              | TLC                                      |
| 100 | "Hey Sexy Lady"                          | Shaggy com part. de Brian and Tony Gold  |

## Premiações
| Data            | Cerimônia                        | Local                       |
| --------------- | -------------------------------- | --------------------------- |
| 13 de janeiro   | People's Choice Awards           | Los Angeles, Estados Unidos |
| 9 de janeiro    | American Music Awards            | Los Angeles, Estados Unidos |
| 22 de janeiro   | NRJ Music Awards                 | Cannes, França              |
| 27 de fevereiro | Grammy Awards                    | Los Angeles, Estados Unidos |
| 20 de fevereiro | Brit Awards                      | Londres, Inglaterra         |
| 20 de março     | Soul Train Music Awards          | Los Angeles, Estados Unidos |
| 13-14 de abril  | Juno Awards                      | Hamilton, Canadá            |
| 25 de maio      | Eurovision Song Contest          | Tallinn, Estônia            |
| 22 de agosto    | MTV Video Music Brasil           | São Paulo, Brasil           |
| 15 de outubro   | ARIA Music Awards                | Sydney, Austrália           |
| 6 de novembro   | Country Music Association Awards | Nashville, Estados Unidos   |
| 14 de novembro  | MTV Europe Music Awards          | Catalunha, Espanha          |
| 9 de dezembro   | Billboard Music Awards           | Las Vegas, Estados Unidos   |
| 31 de dezembro  | Japan Record Awards              | Tóquio, Japão               |

## Eventos
- 10 de maio - A banda brasileira KLB lança seu terceiro álbum de estúdio pela Sony Music.
- No mês de Agosto, a dupla sertaneja Zezé di Camargo & Luciano lançam seu 14° álbum de estúdio pela Columbia Records, que teve a certificação de 5x Platina pela ABPD. Nesse mesmo ano, a dupla brasileira lançou o segundo álbum de estúdio em língua castelhana pela Columbia Records.
- 27 de outubro -  O grupo de hip-hop/rap brasileiro, Racionais MC´s, lança seu terceiro álbum de estúdio intitulado Nada Como Um Dia Após o Outro Dia
- 27 de Agosto - É lançado o terceiro álbum de estúdio do Queens of the Stone Age, o Songs For The Deaf, com Dave Grohl dos Foo Fighters na bateria.
- 12 de Outubro - Sandy & Junior  realizam um show como especial para a Rede Globo e gravaram o 3° CD E DVD intitulado Ao Vivo no Maracanã / Internacional Extras
- Lançamento do álbum Stripped, de Christina Aguilera, marcado por surpreendente amadurecimento da artista.
- Lançamento do álbum Neon Golden, dos singles "Pick Up the Phone" e "One With the Freaks" e do EP Untitled (Scoop), da banda alemã The Notwist.
- A cantora de música gospel, Damares, lança o seu terceiro álbum de estúdio, com o título de Agenda de Deus.
- A banda de Rock Cristão Oficina G3 lança seu sétimo álbum Humanos, o último álbum de PG na banda.
- Gravação ao vivo, em 13 de Julho de 2002, do 5º CD  do Ministério de Louvor Diante do Trono, Nos Braços do Pai, em Brasília na Esplanada dos Ministérios.
- Lançamento de Vapor Trails, 17º disco de estúdio do grupo canadense Rush. Foi a turnê desse disco que o power-trio se apresentou no Brasil pela primeira vez: 20 de Novembro de 2002 em Porto Alegre (Estádio Olímpico), dia 22 em São Paulo (Morumbi) e dia 23 no Rio de Janeiro (Maracanã), esse último gravado e editado em CD e DVD ao vivo Rush in Rio.
- Em 28 de maio foi lançado o álbum The Eminem Show do Rapper americano Eminem, com as principais Singles Without Me, Cleanin' Out My Closet, Sing For The Moment, Superman, Business e White America.
- 4 de junho - A cantora canadense Avril Lavigne lança seu primeiro álbum, Let Go.
- 4 de junho - A dupla Sandy & Junior lança seu décimo-segundo álbum de estúdio Internacional. Este é o primeiro disco internacional da dupla. Ainda no mesmo ano é lançado o álbum Ao Vivo no Maracanã / Internacional Extras, sendo o 1º álbum duplo, 3º álbum ao vivo e o décimo-terceiro da carreira da dupla.
- Lançado o terceiro disco de Júpiter Maçã, Hisscivilization.
- Lançado o primeiro disco da banda Rodox, formada por Rodolfo Abrantes após sua saída do Raimundos.
- Lançamento da coletânea romântica de Aline Barros Eterno amor
- Lançamento do quinto e segundo infantil cd de Aline Barros Bom é ser criança vol. 2
- Lançamento do EP Hunters and Prey do grupo de heavy metal brasileiro Angra.
- Lançamento do primeiro e até então único álbum dos Tribalistas, disco que reúne três expoentes do cenário musical brasileiro, Marisa Monte, Arnaldo Antunes e Carlinhos Brown. O curioso é que o trio nunca se apresentou junto.
- Lançamento do CD e DVD ao vivo "Rock in Rio" do grupo de heavy metal inglês Iron Maiden, que foi gravado na terceira edição do festival homônino em 19 de Janeiro de 2001 e lançado em 25 de Março de 2002.
- 2 de abril de 2002 - o A-ha lança seu sétimo álbum Lifelines
- 04 de junho de 2002 - a dupla Sandy & Junior lança o seu primeiro álbum Internacional.
- Lançamento do CD e DVD ao vivo Live at Budokan do cantor Ozzy Osbourne.
- Lançamento dos CDs solo de Nick Carter, "Now or never" (Backstreet Boys) e Justin Timberlake,"Justified" (Ex-N'sync). Para os fãs era mais uma disputa entre as boybands Backstreet Boys  N'sync.
- Lançamento do CD Heathen Chemistry, 5º disco de estúdio do grupo inglês Oasis.
- Lançamento do CD Ritual, disco de estreia do grupo brasileiro de heavy metal Shaman.
- Lançamento do primeiro álbum de estúdio da girlband brasileira Rouge, intitulado "Rouge". O grupo foi formado na primeira edição do reality show Popstars, exibido no SBT. No mesmo ano, foi lançado um álbum com novas versões destas canções, intitulado "Rouge Remixes".
- Lançamento de Century Child, quarto disco de estúdio do grupo de heavy metal finlandês Nightwish.
- Lançamento de Spend the Night, quinto disco de estúdio do grupo de rock estadunidense The Donnas.
- Lançamento do oitavo álbum de estúdio dos Red Hot Chili Peppers, o By The Way.
- A banda Arctic Monkeys é criada, por Alex Turner e Jamie Cook.
- A banda Gloria é criada, por Mi no vocal, Elliot na guitarra e back vocal, Peres na guitarra, João no baixo e Fil na bateria.
- As Spice Girls separam-se após seis anos.
- 13 de Agosto - é lançado o primeiro álbum auto-intitulado da banda 30 Seconds to Mars.
- 4 de Setembro - Kelly Clarkson vence o primeiro American Idol.
- 11 de Setembro - A cantora sueca Marie Fredriksson, vocalista da dupla Roxette, sofre um desmaio em casa e é internada em Estocolmo; exames comprovaram que a cantora tinha um tumor no lado esquerdo do cérebro. Ainda em 2002, Marie foi submetida a uma bem-sucedida cirurgia e o tumor foi removido.
- 30 de Setembro - DJ Tomekk lança o single Kimnotyze com parceria de Lil' Kim.
- 4 de Outubro - A dupla sueca Roxette lança a compilação The Ballad Hits.
- 5 de novembro - A cantora Laura Pausini lança seu 7º álbum de estúdio, e 1º em inglês, intitulado "From the inside".
- 5 de Novembro - Forma-se a banda pop e] lança o EP Enlighten Me.
- O Silverchair lança seu quarto álbum de estúdio, o Diorama que mostra uma banda mais adulta, um Daniel Johns curado e uma grande evolução tanto nas letras quanto nas melodias das músicas, como orquestras(relembrando que em Emotion Sickness, Neon Ballroom, a orquestra já é usada). O CD foi mixado por Van Dyke Parks, mas é claro sem desprezar a Guitarra de Daniel, a bateria de Ben Gillies e o baixo de Chris Joannou.
- Morre de overdose de heroína em 5 de Abril o vocalista estadunidense Layne Staley. Um dos maiores vocalistas de todos os tempos, famoso por ser desde 1987, vocalista  junto com o guitarrista Jerry Cantrell, na banda de Grunge, Heavy Metal e Metal Alternativo, Alice in Chains, além de ser um grande compositor e um dos ícones do movimento Grunge de Seattle.
- 19 de Novembro - É lançado o primeiro álbum de estúdio e homônimo do super-grupo Audioslave, com o vocalista do Soundgarden e os integrantes do Rage Against The Machine.
- É lançado o primeiro álbum de estúdio da banda australiana The Vines, Highly Evolved que teve enorme sucesso mundial e principalmente nos Estados Unidos onde chegou em 11 na tabela da parada Billboard 200 e na Austrália,onde chegou em 5 lugar na tabela ARIA charts, além do single Get Free,ter sido indicado ao Grammy. O álbum é um clássico da música australiana e ganhou já vários prêmios até hoje,vendendo até hoje 2,5 milhões de cópias em todo o mundo,se tornando o álbum de maior sucesso da banda.
- 26 de Novembro - Lançamento do terceiro álbum de estúdio da banda System Of A Down: Steal This Album!.
- 10 de dezembro - Lançamento do primeiro álbum póstumo da cantora Aaliyah, I Care 4 U.
- Após 5 anos afastada do cenário musical, a cantora brasileira Patricia Marx lança seu oitavo álbum de estúdio Respirar
- A banda canadense Woods of Ypres é criada, com David Gold no vocal e bateria, Aaron Palmer no baixo e back vocal, e Brian McManus na guitarra e back vocal.

## Nascimentos
| Data            | Nome                  | Profissão                                                            | Nacionalidade           | Observações | Ref |
| --------------- | --------------------- | -------------------------------------------------------------------- | ----------------------- | ----------- | --- |
| 2 de Janeiro    | Jorja Douglas         | cantora, membro do Flo                                               | Alemanha / Reino Unido  |             |     |
| 4 de Janeiro    | Esther Marcos         | cantora e atriz                                                      | Brasil                  |             |     |
| 25 de janeiro   | Lil Mosey             | rapper e compositor                                                  | Estados Unidos          |             |     |
| 30 de janeiro   | Tyla                  | cantora, compositora e dançarina                                     | África do Sul           |             |     |
| 2 de fevereiro  | MC Ryan SP            | cantor                                                               | Brasil                  |             |     |
| 5 de fevereiro  | Jisung                | cantor e dançarino, membro do NCT                                    | Coreia do Sul           |             |     |
| 5 de fevereiro  | Taehyun               | cantor, membro do TXT                                                | Coreia do Sul           |             |     |
| 16 de fevereiro | WIU                   | rapper                                                               | Brasil                  |             |     |
| 22 de fevereiro | Jessé Aguiar          | cantor, compositor e instrumentista                                  | Brasil                  |             |     |
| 6 de março      | NGC Daddy             | rapper                                                               | Brasil                  |             |     |
| 5 de abril      | Agnes Nunes           | cantora                                                              | Brasil                  |             |     |
| 9 de abril      | Loren Gray            | cantora                                                              | Estados Unidos          |             |     |
| 3 de maio       | MC Pedrinho           | cantor                                                               | Brasil                  |             |     |
| 4 de maio       | Anastasiya Petryk     | cantora                                                              | Ucrânia                 |             |     |
| 14 de maio      | Mariam Shengelia      | cantora                                                              | Geórgia                 |             |     |
| 15 de maio      | Au/Ra                 | cantora                                                              | Alemanha                |             |     |
| 15 de maio      | Lil Huddy             | cantor e tiktoker                                                    | Estados Unidos          |             |     |
| 15 de maio      | Hala Al Turk          | cantora                                                              | Bahrein                 |             |     |
| 5 de junho      | Nadson o Ferinha      | cantor                                                               | Brasil                  |             |     |
| 14 de junho     | Ayra Starr            | cantora                                                              | Nigéria                 |             |     |
| 16 de julho     | Milly Shapiro         | atriz e cantora                                                      | Estados Unidos          |             |     |
| 23 de Julho     | Benjamin Flores Jr.   | rapper e ator                                                        | Estados Unidos          |             |     |
| 31 de Julho     | João Gomes            | cantor e compositor                                                  | Brasil                  |             |     |
| 6 de agosto     | Nessa Barrett         | cantora e compositora                                                | Estados Unidos          |             |     |
| 6 de agosto     | Bailey May            | cantor e dançarino                                                   | Filipinas / Reino Unido |             |     |
| 14 de agosto    | Hueningkai            | cantor e dançarino, membro do TXT                                    | Estados Unidos          |             |     |
| 18 de agosto    | Klavdia               | cantora                                                              | Grécia                  |             |     |
| 26 de agosto    | Lil Tecca             | rapper e compositor                                                  | Estados Unidos          |             |     |
| 5 de Setembro   | Alika                 | cantora                                                              | Estónia                 |             |     |
| 5 de Setembro   | Alessandra Mele       | cantora                                                              | Noruega / Itália        |             |     |
| 17 de Setembro  | Zinaida Kupriyanovich | cantora                                                              | Bielorrússia            |             |     |
| 20 de Setembro  | Gabriel LaBelle       | cantor                                                               | Canadá                  |             |     |
| 27 de Setembro  | Renée Downer          | cantora, membro do Flo                                               | Reino Unido             |             |     |
| 2 de outubro    | Jacob Sartorius       | cantor                                                               | Estados Unidos          |             |     |
| 9 de outubro    | Any Gabrielly         | cantora e dançarina                                                  | Brasil                  |             |     |
| 9 de outubro    | MC Niack              | cantor                                                               | Brasil                  |             |     |
| 23 de outubro   | Ningning              | cantora, membro do aespa                                             | China                   |             |     |
| 24 de outubro   | Ado (singer) [en]     | cantora                                                              | Japão                   |             |     |
| 29 de outubro   | MC Loma               | cantora                                                              | Brasil                  |             |     |
| 29 de outubro   | Ruel                  | cantor                                                               | Reino Unido Austrália   |             |     |
| 1 de novembro   | NLE Choppa            | rapper e compositor                                                  | Estados Unidos          |             |     |
| 5 de novembro   | Jawsh 685             | produtor musical                                                     | Nova Zelândia           |             |     |
| 7 de Dezembro   | Laura Castro          | cantora, dubladora, instrumentista, compositora, membro do BFF Girls | Brasil                  |             |     |

## Mortes

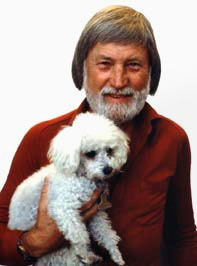
12 de Outubro - Ray Conniff, músico estadunidense (n. 1916).

| Data           | Nome               | Profissão           | Nacionalidade  | Observações | Ref |
| -------------- | ------------------ | ------------------- | -------------- | ----------- | --- |
| 31 de março    | Yara Bernette      | pianista            | Brasil         | n. 1920     |     |
| 25 de abril    | Lisa Lopes         | cantora             | Estados Unidos | n. 1971     |     |
| 5 de abril     | Layne Staley       | cantor              | Estados Unidos | n. 1967     |     |
| 5 de junho     | Dee Dee Ramone     | músico              | Estados Unidos | n. 1952     |     |
| 13 de julho    | Claudinho          | compositor e cantor | Brasil         | n. 1975     |     |
| 27 de junho    | John Entwistle     | músico              | Inglaterra     | n. 1944     |     |
| 12 de outubro  | Ray Conniff        | músico              | Estados Unidos | n. 1916     |     |
| 12 de dezembro | Orlando Vilas-Boas | sertanista          | Brasil         | n. 1914     |     |